# Carpin
Carpin est une commune d'Allemagne située dans l'arrondissement du Plateau des lacs mecklembourgeois, dans le Land de Mecklembourg-Poméranie-Occidentale.

## Géographie
La commune de Carpin est située dans le parc naturel Naturpark Feldberger Seenlandschaft.

## Histoire
Carpin fut mentionnée pour la première fois dans un document officiel en 1391.

## Quartiers
| - Bergfeld - Dianenhof - Georgenhof - Goldenbaum - Goldenbaumer Mühle | - Serrahn - Steinmühle - Thurow - Zinow |